# Konopiště
Konopiště est un château situé à Benešov, à 37 km au sud-est de Prague, en Tchéquie. C'était une résidence prisée par l'archiduc François-Ferdinand d'Autriche, qui en fit sa dernière résidence avant son assassinat à Sarajevo en 1914. La balle qui le tua est ainsi exposée dans la partie musée du château.

## Histoire

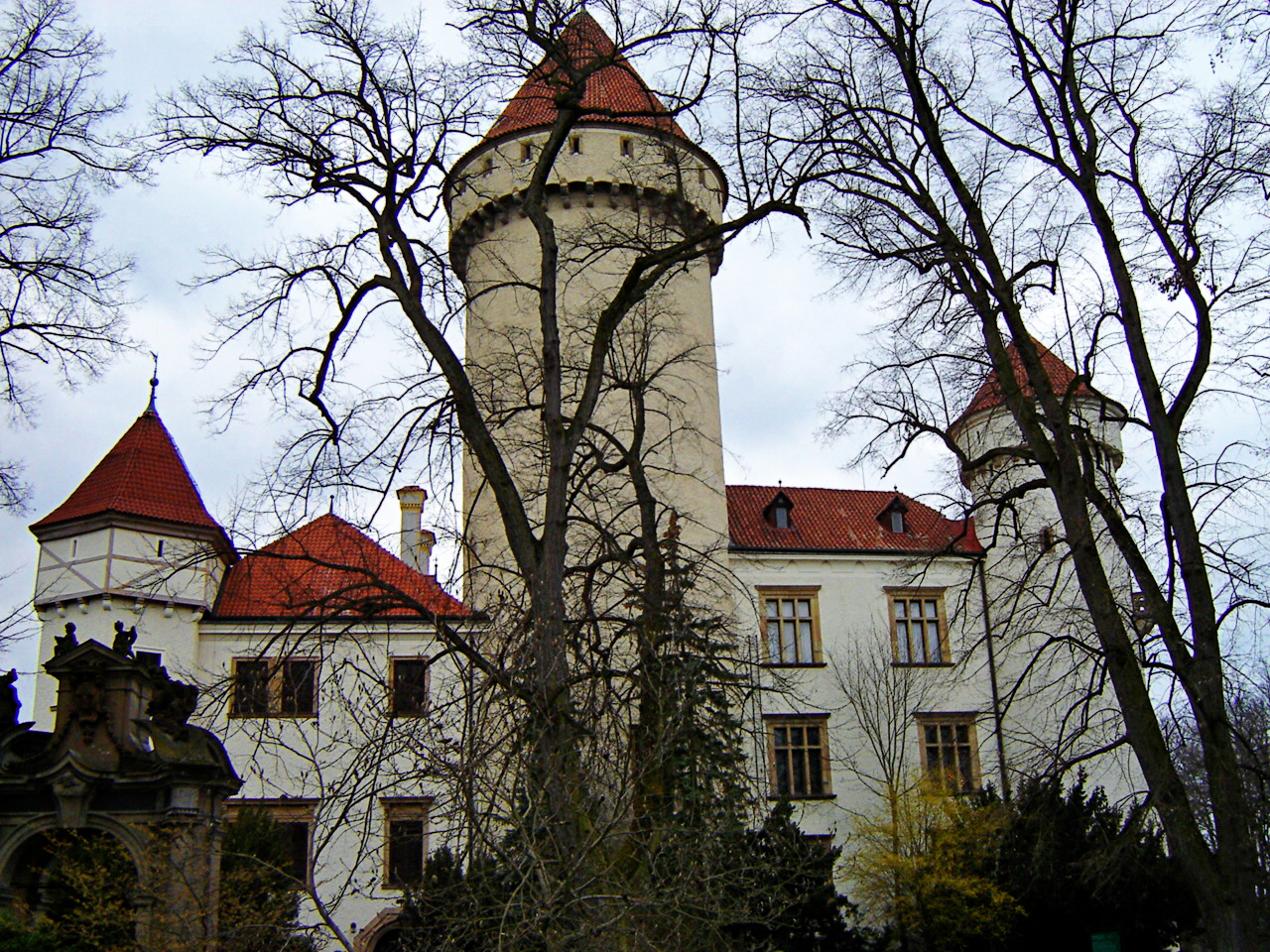
Vue du château à partir des jardins

En 1294, l'évêque de Prague Tobiáš de Benešov édifie une forteresse gothique, sur le modèle des forteresses françaises avec un mur d'enceinte, des tours à chaque extrémité et un pont-levis. En 1327, le château passe à la famille Sternberg pour 275 ans. Au fil du temps, les plus grandes familles tchèques se succèdent comme propriétaires du château : Albrecht von Wallenstein ou les Lobkowitz. Les différentes familles, en particulier les Sternberg dès la fin du XVe siècle enrichissent le château, le transformant en somptueuse résidence baroque.
En 1887, l'archiduc François-Ferdinand d'Autriche rachète le château aux Lobkowitz et le fait modifier dans le style médiéval. Les environs sont transformés en jardins à l'anglaise. Il y réside très régulièrement et y reçoit par exemple Guillaume II d'Allemagne. Il y expose en particulier les milliers de trophées de ses chasses dans les bois de la propriété ainsi que sa collection d'armes.
Depuis 1921, le château est la propriété de l'État tchécoslovaque puis tchèque.

## Situation actuelle
Le château se visite désormais et les recettes tirées des visites compensent intégralement les frais d'entretien. 
Le château est actuellement au centre d'un différend entre l'État tchèque et Sophie Hohenberg, arrière-petite-fille de François-Ferdinand .

## Personnalités liées au château
Sophie de Hohenberg (1901-1990) et son jeune frère Ernest de Hohenberg (1904-1954), enfants de François-Ferdinand d'Autriche, y sont nés.
Le château a servi comme lieu de tournage pour le film L'Illusionniste. Konopiště est censé être le château du prince Leopold, personnage qui n'a jamais existé.